# Konvencionalno oružje
Konvencionalno oružje ili konvencionalno naoružanje je oružje koje se uobičajeno koristi i koje nije oružje za masovno uništenje poput nuklearnog, kemijskog i biološkog oružja. Konvencionalno oružje podrazumijeva kratke cijevi i lako naoružanje, topove, morske i kopnene mine, bombe, granate, rakete, projektile i kazetno streljivo.
Prihvatljiva uporaba svih vrsta konvencionalnog oružja u ratu je regulirana Ženevskim konvencijama. Uporba određenih vrsta konvencionalnog oružja je također regulirana ili zabranjena odgovarajućim konvencijama UN-a.